# Sudanell (ort)
Sudanell är en ort i Spanien.   Den ligger i provinsen Província de Lleida och regionen Katalonien, i den östra delen av landet, 400 km öster om huvudstaden Madrid. Sudanell ligger 158 meter över havet och antalet invånare är 805.
Terrängen runt Sudanell är platt. Runt Sudanell är det tätbefolkat, med 331 invånare per kvadratkilometer. Närmaste större samhälle är Lleida, 8,1 km nordost om Sudanell. Trakten runt Sudanell består till största delen av jordbruksmark.